# Dolabella californica
Dolabella californica is een slakkensoort uit de familie van de Aplysiidae. De wetenschappelijke naam van de soort is voor het eerst geldig gepubliceerd in 1877 door Stearns.